# 粵式酒樓

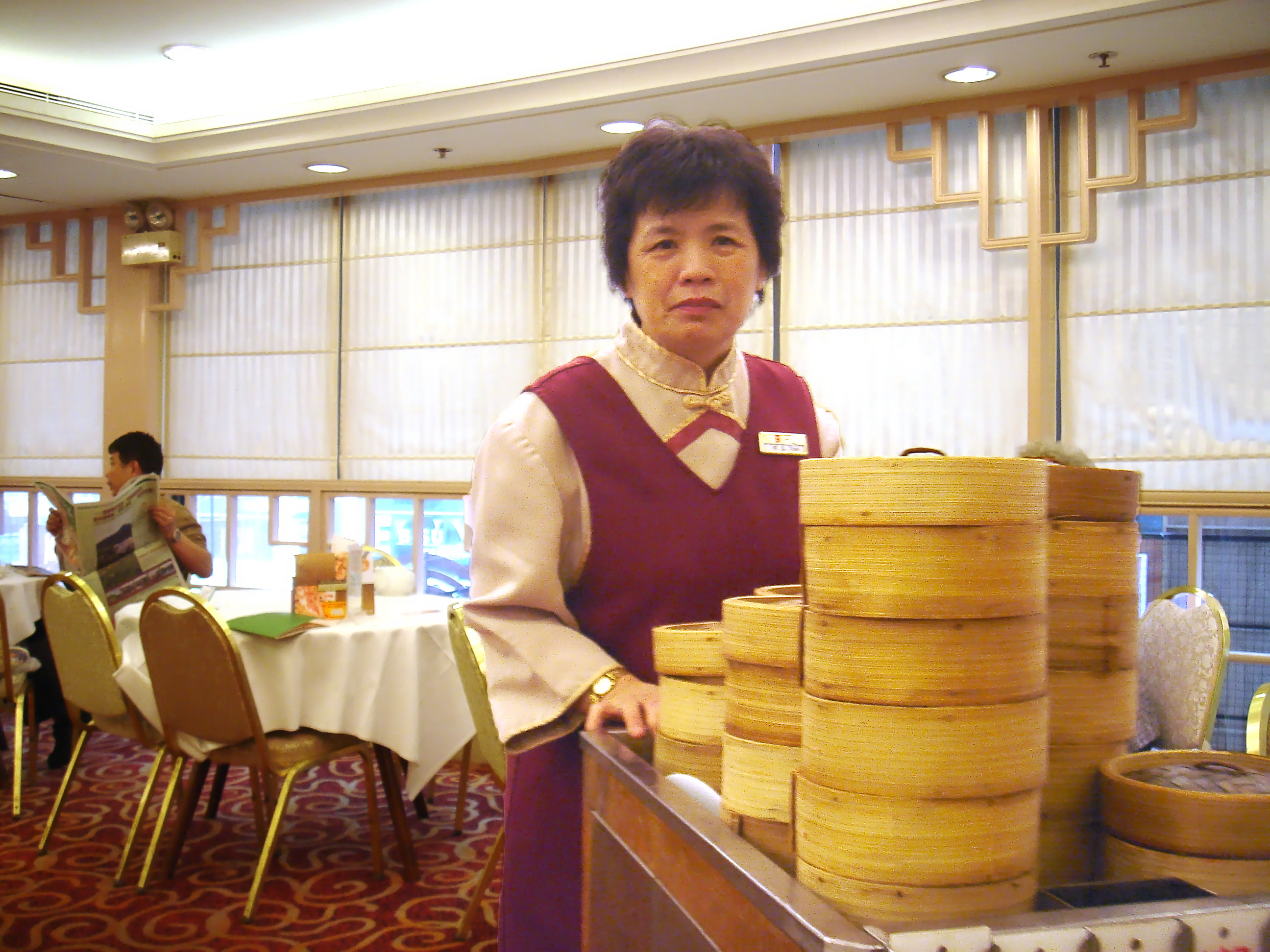
香港酒樓之「點心車」，現已甚少看見

粵式酒樓（又叫粵式酒家），是一種廣東式酒樓，起源於廣東。粵式酒樓的前身是粵式茶樓及酒樓，茶樓主要是喝茶和吃點心（統稱「飲茶」）的地方，並不會有其他菜式供應。另一方面，從前的酒樓主要是舉行宴會的地方。現時酒樓已成為廣東、廣西部份地區和香港的主流飲食地方。現今的酒樓主要會售賣點心，午市和晚市亦會提供炒粉麵飯、小菜及燒味等中式食品。

## 歷史
香港開埠初期，茶樓、酒樓分為兩行業，先有茶樓，後又酒樓。茶樓先於酒樓，皆因商貿未發達，茶樓就像餐廳，很多受薪者和商販去茶樓飽肚。相反酒樓和妓院關係密切，不少酒樓開設在妓院附近，招待富貴人家的公子哥兒，飛箋召妓陪酒常見於酒樓。
至於茶樓酒樓合一，是因為1903年，上環水坑口街妓寨毁於大火，另外石塘咀填海完工，一片荒蕪；港督彌敦下令，封閉水坑口妓院，要一律遷至石塘咀，務求借色情事業開發該地。大道中及水坑口一帶酒樓反對未果，很多因此結業，未結業的酒樓為求生計，兼營茶市，以杏花樓為先，其他酒樓相繼效仿，茶樓酒樓漸漸合一。至1935年，港府禁絕娼妓，酒樓必須兼做茶市維生，自此茶樓酒樓再無分別，而單純提供點心的茶樓，除香港中環區的陸羽茶室外，則逐漸淘汰。
當時還有主要舉辦筵席的中式酒樓，例如杏花樓、鏞記酒家、南園、西苑、文苑、大三元、宴瓊林、聚馨樓、探花樓、觀海樓、桃李園。「杏花樓」是香港的第一家酒樓，1846年開設在上環水坑口。1900年，酒樓已增至三十多家。當時，酒樓亦是達官貴人的聚會場所。1933年3月14日，華民政務司夏理德就獲得華人士紳於石塘咀「金陵酒家」設宴慶賀榮休。
1960年代至1970年代，有些在香港的酒樓擺酒的主人家都會封一封「謝廚利是」予酒樓廚房，用意是叫廚房把他們的酒席弄好一些，因此舉被廉政公署列為「收受利益」項目，已被取締。
1971年，美心食品於尖沙咀星光行五樓(4/F)創辦首間粵菜酒家 — 翠園酒家，由伍沾德擔任總經理，王鍻良當主任廚師，引入嶄新的「中式食品、西式服務」管理。當年，一般中式酒樓沒有賣甜品，顧客喜歡差遣侍應到其他店舖買糕點作飯後甜品，於是翠園率先於酒樓售賣西式糕點（其中一款咖啡糕至今仍有售）和水果；又廢除中式餐飲業的跟「車頭」行規，所有廚房師傅直接由公司管理；並且嚴禁廚師炒菜時抽煙和建立中菜標準化制度。另外，又推出多項在當年屬「劃時代」的變革，包括：取消中式酒樓的「搭枱」習慣，改以「輪籌」方式維持客人等位時的秩序；在客人上座後奉上香茶及小食，其中尤以鮮製蜜汁叉燒最為著名；增設中式「下午茶」，引入雞髀、雞翼、魚蛋粉、魚蛋麵等平民化食物；在飯後加入甜品如果盤、糖水及糕餅等，豐富膳食內涵。

## 現代酒樓文化

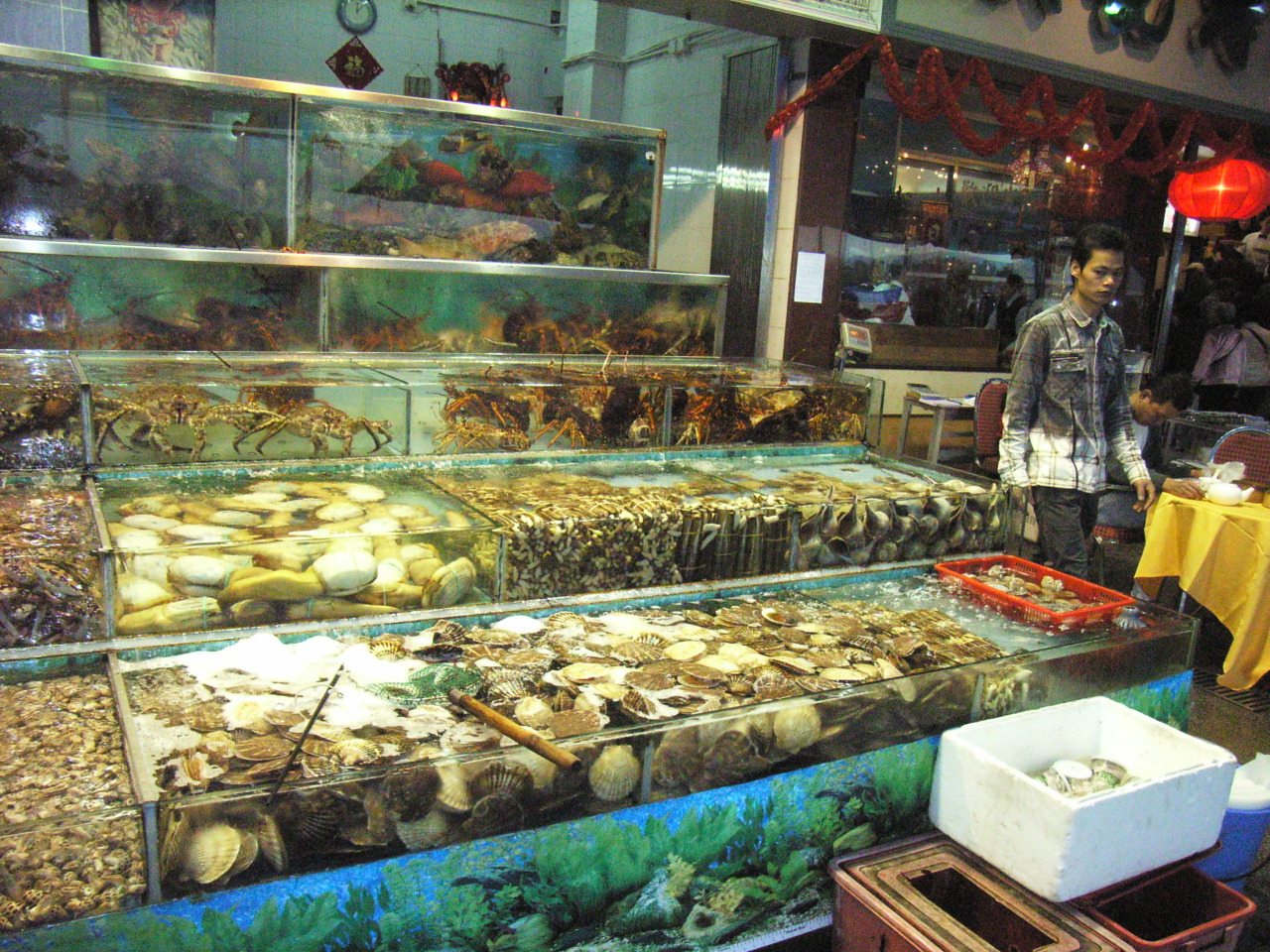
海鮮酒家特色是有一處海鮮魚池在酒樓當眼處，客人即點即劏海鮮

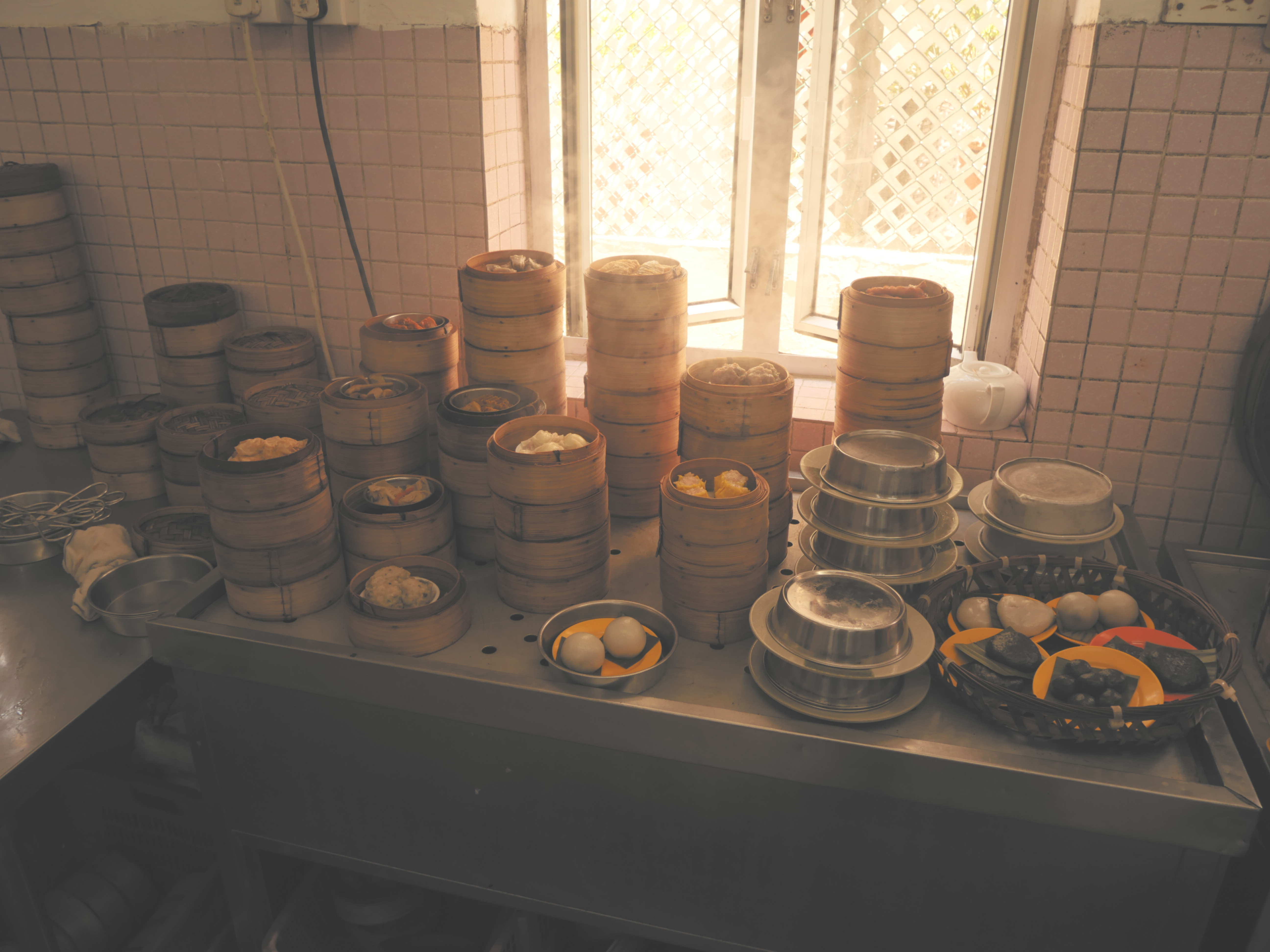
香港鄉村酒樓的點心車

現時的酒樓已經較少以點心作為招徠。在香港，不少酒樓一般都名為海鮮酒家，亦有部份酒樓的名稱會加入火鍋或燒鵝，作為它們的招牌茶式。
以前點心只會在早市和茶市供應，但現在通常於午市亦會有點心供應。而於1990年代中期，香港開始出現了「飲夜茶」的風氣，部份酒樓會在深夜提供點心，作為晚市的延續。
酒樓在晚市通常會供應晚飯小菜，一些酒樓亦可舉行各種宴會，例如婚宴、滿月酒、春茗、團年飯等。在香港，近年酒樓舉行宴會業務的競爭力，受到酒店的威脅，不少人選擇在酒店舉行婚宴，不過酒店收費會比較高，服務質素也如是。

## 龍鳳大禮堂

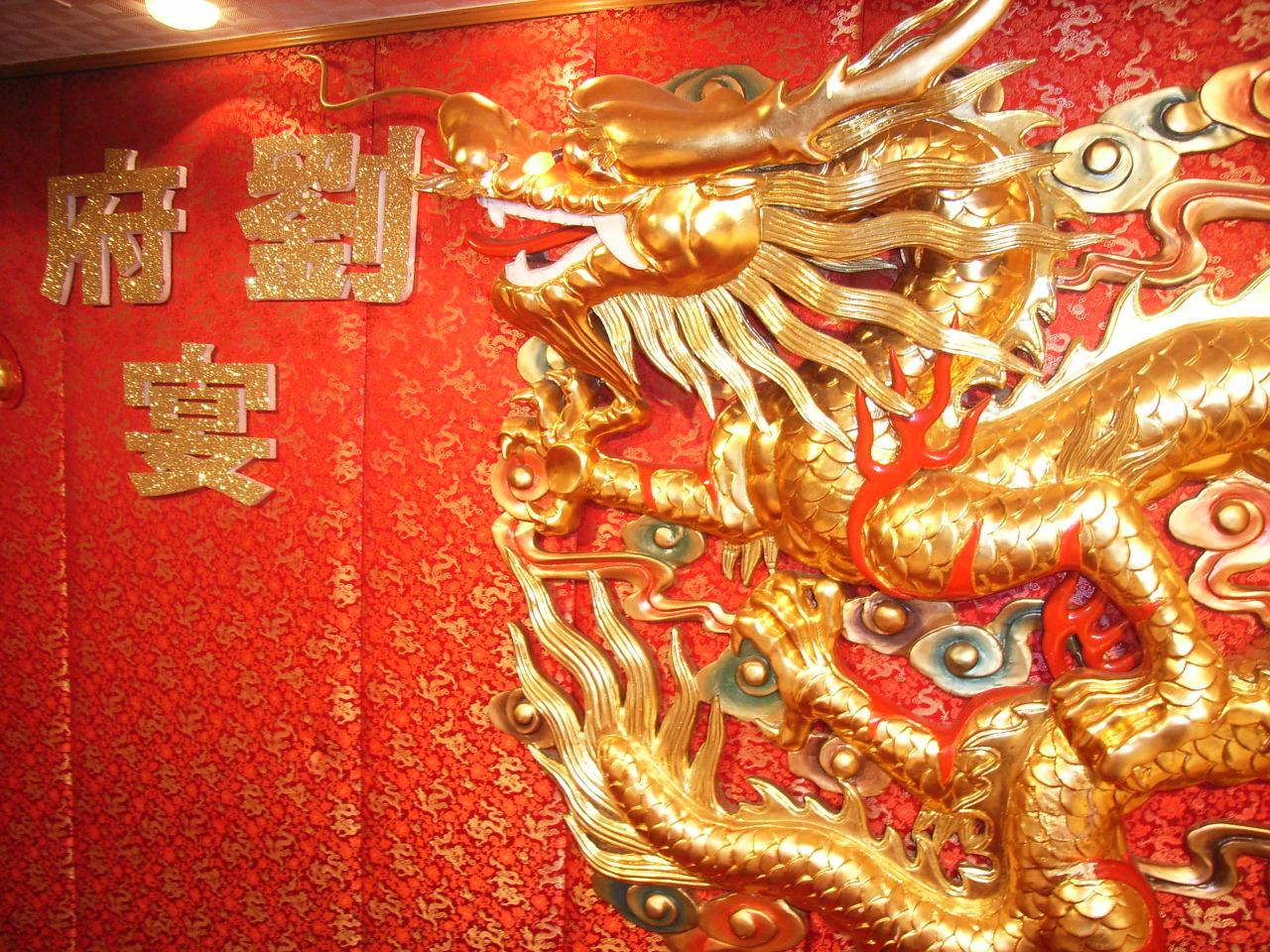
香港中式酒樓的龍鳳大禮堂上的龍鳳木雕

廣東式的酒樓大多設有囍字禮堂，最大特色是當中一對貼有金箔的木雕龍鳯。
龍鳯大禮堂於1960至1980年代非常風光，至1990年代到千禧後日漸式微，直至2017年，偏偏有年輕人反其道而行，要在龍鳯前成婚。龍鳯「呈祥」，還望有靈獸加持的婚約誓盟呈祥，也情長。
2018年，龍鳯雕刻工匠蕭炳強接受訪問時表示，最初的龍雕有雲蓋住龍身，因為有句說話叫神龍見首不見尾，不會整條龍出現，而浙江師傅一直都是這樣做。但當中的高低落差掌握不好就會不美觀，後來廣東師傅想省功夫省時間，就說服酒樓老闆整條龍出現更有氣派，因此才演變成後來的模樣。
1947年開張的「鑽石酒家」可說是香港最金碧輝煌的龍鳳大禮堂，儘管酒家已於2002年結業，但其上環店龍鳳大禮堂卻捐予香港文化博物館，好好保留。2018年，鑽石酒家第三代後人梁智宏（Andrew）和其母親梁甘秀玲（Margaret）接受訪問時直言當年捐贈實在不捨，因為它盛載了三代人的回憶。

## 外部連結
- 懷舊香港：舊茶樓黃金歲月 （页面存档备份，存于）